# Colonial Un
Le Colonial Un est un luxueux vaisseau spatial de ligne civil dans la série de science-fiction Battlestar Galactica. Le Colonial Un sert de quartier général pour le président des Douze Colonies de Kobol.
Le Colonial Un est un petit vaisseau, pouvant réaliser des bonds PRL, dépendant du Battlestar Galactica, le vaisseau peut facilement s’y arrimer. Le Colonial Un peut aussi atterrir et décoller d'une surface planétaire.

## Histoire
Avant l'attaque des Douze Colonies de Kobol par les Cylons, le Colonial Un est un luxueux vaisseau de ligne civil de Caprica répertorié en tant que Heavy Colonial 798. Le vaisseau a été requis par le gouvernement Colonial pour transporter la secrétaire à l'éducation Laura Roslin et son équipe à la cérémonie de désarmement du Battlestar Galactica qui devait devenir un musée et un centre de recherche historique.
Après l'attaque Cylon, et à cause de l'élimination des membres du gouvernement, Laura Roslin devient la présidente des Douze Colonies. Le vaisseau se renomme donc Colonial Un, et est utilisé pour réaliser la coordination et l'organisation de la flotte de réfugiés civils. Après avoir mené les 50 000 survivants au rendez-vous de Ragnar avec le Battlestar Galactica, qui a lui-même survécu à l'attaque, le Colonial Un devient la résidence et de ce fait, la "capitale" du gouvernement de la flotte coloniale.
Après la découverte et la colonisation de Nouvelle Caprica, le Colonial Un est positionné sur la surface de la planète et devient la résidence et le bureau du nouveau président Gaïus Baltar. Ensuite il est capturé pendant l'occupation Cylon. Pendant la libération de Nouvelle Caprica et de sa population, le Colonial Un est repris aux Cylons et quitte la planète avec Laura Roslin à bord. Le président Gaius Baltar est abandonné avec les forces d'occupation Cylon.